# Toxic Town
Toxic Town är en brittisk dramaserie vars första säsong hade premiär på strömningstjänsten Netflix den 27 februari 2025. Serien är baserad på verkliga händelser. Första säsongen består av fyra avsnitt.

## Handling
Serien kretsar kring rättegången som kallas Corby toxic waste case och är baserad på verkliga händelser.

## Rollista (i urval)
- Jodie Whittaker - Susan McIntyre
- Aimee Lou Wood - Tracey Taylor
- Robert Carlyle - Sam Hagen
- Rory Kinnear - Des Collins
- Brendan Coyle - Roy Thomas
- Claudia Jessie - Maggie Mahon
- Joe Dempsie - Derek Mahon
- Michael Socha - Peter
- Stephen McMillan - Ted Jenkins
- Karla Crome - Pattie Walker
- Lauren Lyle - Dani Holliday